# 阿羅史密斯 (伊利諾伊州)
阿羅史密斯（英語：Arrowsmith）是位於美國伊利諾伊州麥克萊恩縣的一個村落。

## 地理
阿羅史密斯的座標為40°26′56″N 88°37′54″W / 40.44889°N 88.63167°W，而該地最高點為海拔高度268米（即870英尺）。

## 人口
根據2010年美國人口普查的數據，阿羅史密斯的面積為0.52平方千米，當中陸地面積為0.52平方千米，而水域面積為0.00平方千米。當地共有人口294人，而人口密度為每平方千米565人。